# Aldir Blanc
Aldir Blanc Mendes (* 2. September 1946 in Rio de Janeiro, Brasilien; † 4. Mai 2020 ebendort) war ein brasilianischer Komponist, Liedtexter und cronista.

## Leben und Wirken
Aldir Blanc studierte zunächst Psychologie und machte seinen Abschluss mit 20 Jahren. Bis 1973 war er als Psychologe tätig, dann begann er seine Musikkarriere.
Während seines Studiums hatte er seinen ersten Erfolg mit dem Lied Amigo é pra essas coisas. Weitere bekannte Lieder, die er in den 1970er Jahren schrieb, waren Ela und Bala com Bala.
1978 landete er einen großen Erfolg mit den Kompositionen O Mestre-sala dos Mares und Dois pra Lá, dois pra Cá. Zum Tode von Charlie Chaplin schrieb er ein vertontes Gedicht.
Er schrieb Songs, die an Opfer der Militärdiktatur erinnerten, und viele Lieder wurden zu wichtigen Liedern gegen die Diktatur. 2013 erschien eine Biographie über den Künstler in Brasilien.
Blanc litt an einer Sozialphobie sowie an Diabetes und galt als schrullig-bibliophil; er reiste nie und verließ äußerst selten das Haus.
Seine Karriere als Komponist umfasste 50 Jahre und er schrieb mehr als 600 Lieder. Nana Caymmi, Elis Regina und andere große Sänger sangen Lieder des Komponisten. Auch in Portugal ist seine Musik bekannt. Für rund 21 Serien hat er die Soundtracks geschrieben, für fünf Filme die Filmmusik, außerdem zwei Drehbücher. Mit seinem Künstlerkollegen João Bosco hat er mehr als 120 Songs geschrieben. Als Schriftsteller verfasste er mehr als zwölf Bücher, in die vor allem Gedichte, Liedtexte, Essays und Kolumnen über Rio de Janeiro Eingang fanden. Damit wurde er zu einem wichtigen Chronisten der volkstümlichen Musik Brasiliens und Rios.
Aldir Blanc starb 2020 im Alter von 73 Jahren in Rio de Janeiro an den Folgen einer SARS-CoV-2-Infektion.